# 东北交通大学
东北交通大学是中華民國大陸時期位于辽宁省锦县的一所交通类大学，原称交通部唐山大学锦县分校、交通部锦县交通大学。学校于1926年开始筹建，1927年9月正式开学，1931年九一八事变爆发后停办，大部分学生随后併入东北大学交通学院。

## 历史

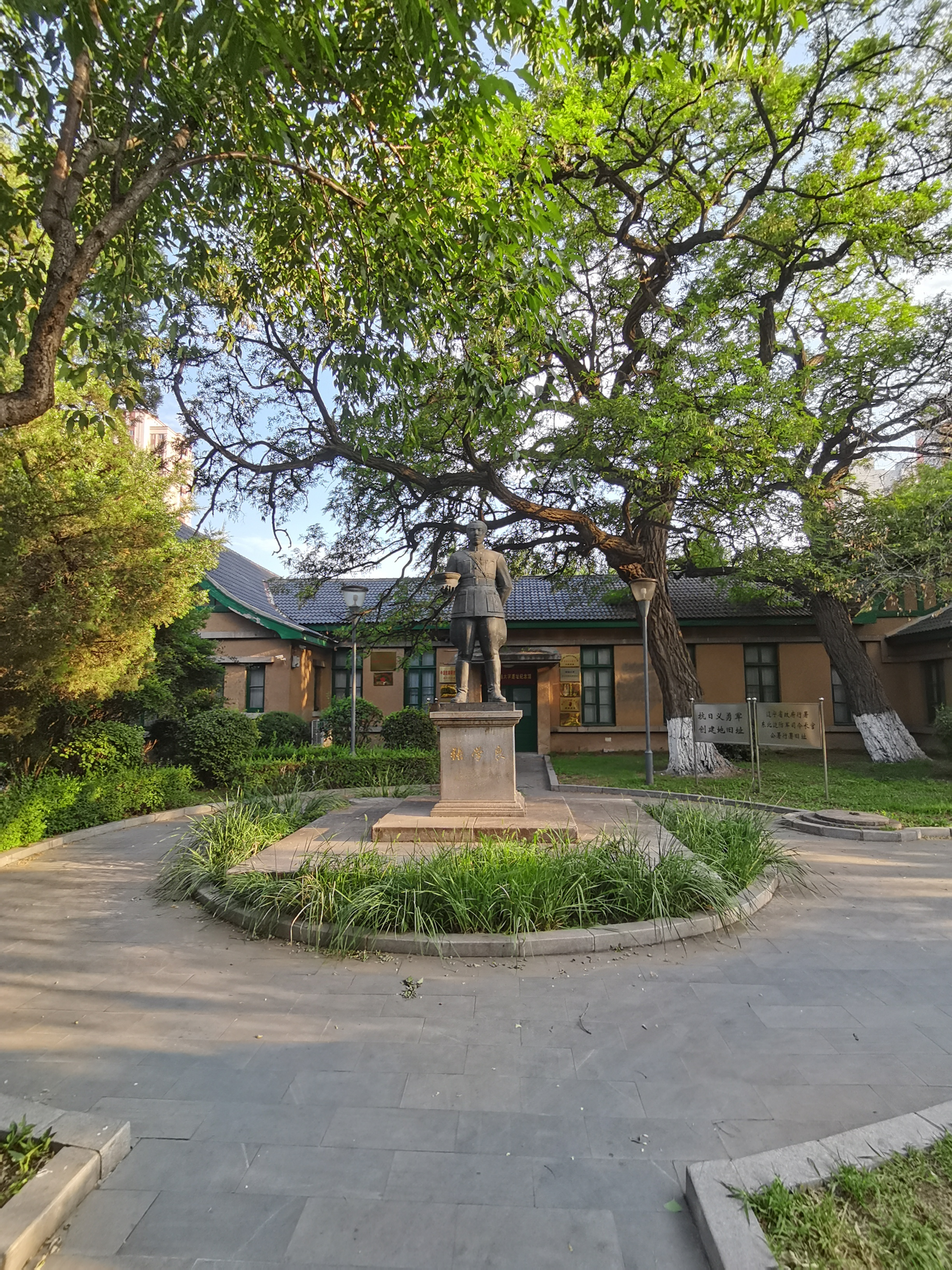
学校旧址前的张学良铜像

1926年，北洋政府交通部代理总长兼交通部唐山大学校长常荫槐利用京奉铁路局历年拖欠学校的办学经费，开始筹建交通部唐山大学锦县分校。1927年（中华民国十六年），交通部在奉天锦县创办唐山大学锦县分校，于当年9月19日举行开学典礼，首任校长为教育部官员郑林皋，后校名又改称交通部锦县交通大学，招收学生90多人。1927年12月，学校新校舍落成，学生增到160多人。1929年3月，学校改归东北政务委员会隶属，改称东北交通大学，由张学良任校长，于世秀任副校长主管教学事务，有教职员34人，同时，再次招收77名学生。
1931年九一八事变爆发，东北边防军司令长官公署行署和辽宁省政府行署迁往锦县，办公地点设在东北交通大学校园内。学校随之停课，学生前往北平避难。1932年1月，日本关东军占领锦县，将交通大学校址设为其第20师团司令部驻地。同年2月，东北交通大学的150名学生并入遷設北平的東北大學交通學院。

## 学校概况

### 设施

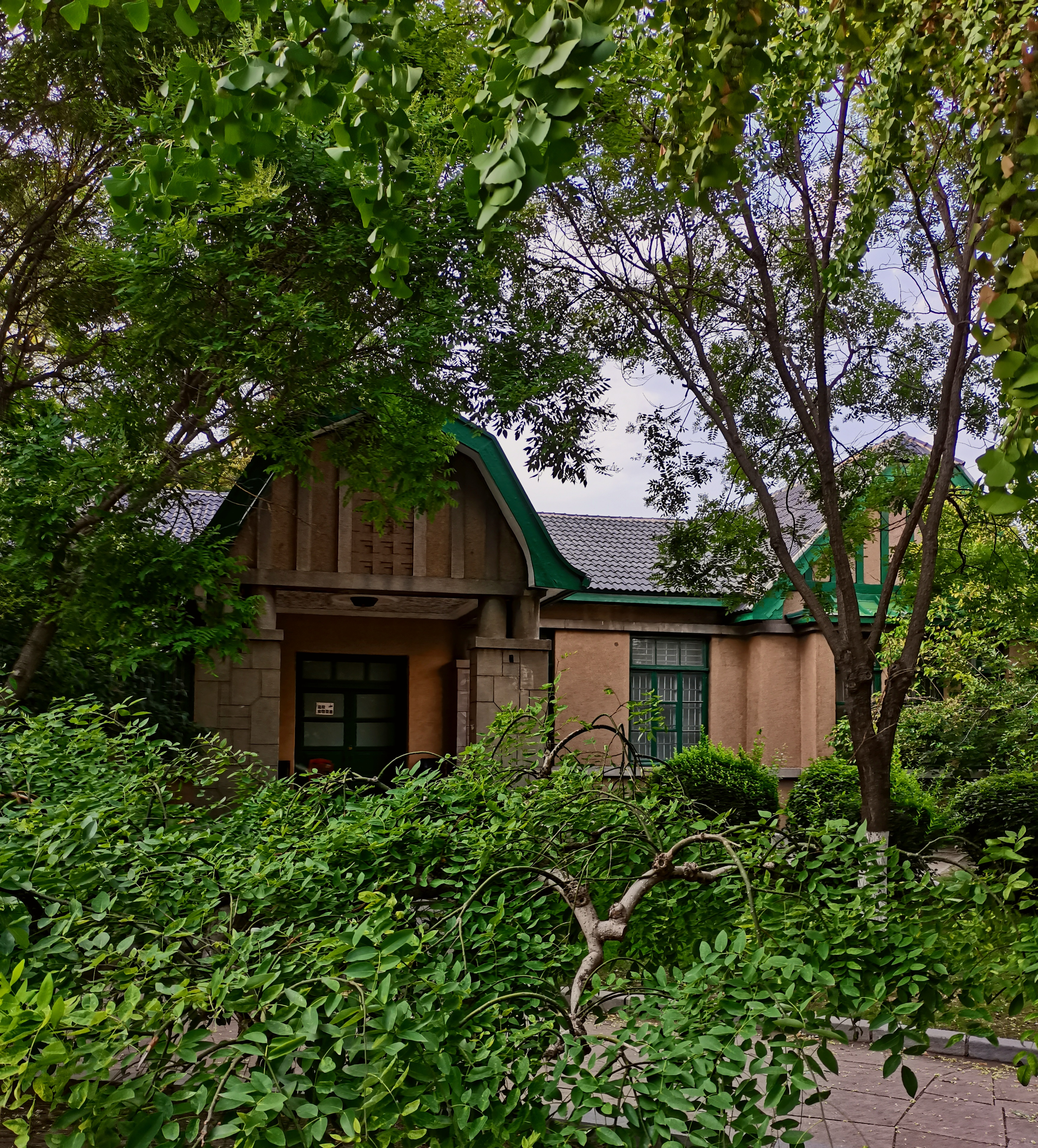
校长楼，由梁思成、陈植、童寯，蔡方荫成立的梁陈童蔡营造学社设计

该校选址于锦县火车站西部（今古塔区锦州市铁路高级中学旁），最初占地面积235平方千米，建有办公楼，教学楼、图书馆、礼堂、教职工宿舍、学生宿舍、运动场等设施，还建有一座实习工厂和印刷厂。学校图书馆有藏书6900余册，中外期刊70余种。学校还附设有一所小学，分为高级和初级两种等级。

### 学制与课程
学校仅招收男生，采取本科四年学制，学生毕业后授予学士学位，另设有预科和补习班，预科学习两年升入本科。学校建校之初设管理，工程，矿冶3个系，学科设有机械工程、铁路管理、电气工程，土木工程四个方向。后因东北车务管理人员紧缺，学校于1929年将学科方向调整为铁路管理科。1931年，学校改设运务、商务、财务3个系。本科学生必修课程有：国文、英语、第二外国语和与铁路，商业，审计相关课程共38种。

## 对学校遗址的保护
由于历经战火，学校原址的校舍和操场都已经被毁。1931年10月，日本关东军飞机轰炸锦县，东北交通大学亦遭到轰炸。1932年4月2日，驻锦日军换防，东北交通大学原校址成为日本关东军第8师团司令部，1932年10月25日，东北抗日义勇军将领宋九龄率部攻打日军8师团司令部和驻锦北大营的日军，第二次国共内战的辽沈战役期间，学校原址成为国共双方争夺的重点阵地。
2008年锦州市政府与东北大学锦州校友会的校友共同出资人民币1000余万元，对学校遗址仅存的校长楼及周边地区进行了维修，校长楼被改造成了东北交通大学遗址纪念馆。由于以前的旧址已经不复存在，锦州园林处接收后，将校长楼周边地区改造成了一个占地面积1万平方米的公园，称为东北交通大学遗址公园。
2015年，锦州市人民政府出资在东北交通大学遗址纪念馆内，设立了“抗日义勇军创建地”展厅。同年8月，学校遗址被中共锦州市委和市政府确定为“东北交通大学辽宁军政两署暨抗日义勇军创建地遗址”。2016年4月，“东北交通大学旧址暨抗战纪念遗址”被锦州市人民政府确定为市级文物保护单位。

## 关联条目
- 东北大学
- 锦州轰炸
- 常荫槐
- 张学良
- 交通大学
- 西南交通大学